# Jorge Suárez Landaverde
Jorge Suárez Landaverde (Metapán, 17 de abril de 1945-Santa Ana; 12 de enero de 1997) fue un futbolista y entrenador salvadoreño. Jugó en varios clubes de su país y también estuvo en el extranjero con el Indiana Tigers de los Estados Unidos y el Xelajú Mario Camposeco de Guatemala.
Después de ser jugador, entrenó al Isidro Metapán de 1987 a 1989. El Estadio Jorge "Calero" Suárez recibió su nombre el 27 de septiembre de 1996, apenas tres meses antes de su muerte por cáncer.

## Selección nacional
Debutó de con la selección de El Salvador el 14 de mayo de 1969 ante Perú. Ese mismo año, integró a su selección en la clasificación para la Copa Mundial de México 1970, donde logró calificar, pero no participó en la cita mundialista.

### Participaciones en Campeonatos Concacaf
| Copa                                       | Sede   | Resultado     | Part. |
| ------------------------------------------ | ------ | ------------- | ----- |
| Campeonato de Naciones de la Concacaf 1977 | México | Tercer puesto | 0     |

## Clubes
| Club                    | País           | Año       |
| ----------------------- | -------------- | --------- |
| Isidro Menéndez         | El Salvador    | 1962-1966 |
| Sonsonate               | El Salvador    | 1967-1970 |
| Atlante San Alejo       | El Salvador    | 1971      |
| FAS                     | El Salvador    | 1972-1975 |
| Indiana Tigers (cesión) | Estados Unidos | 1974      |
| Once Municipal          | El Salvador    | 1976-1978 |
| Águila                  | El Salvador    | 1979      |
| Xelajú Mario Camposeco  | Guatemala      | 1980-1981 |
| Once Lobos              | El Salvador    | 1982      |
| Metapán                 | El Salvador    | 1983-1986 |

## Palmarés

### Títulos nacionales
| Título        | Equipo                 | País      | Año  |
| ------------- | ---------------------- | --------- | ---- |
| Liga Nacional | Xelajú Mario Camposeco | Guatemala | 1980 |